# إعطاء داخل القراب
إعطاء داخل القراب (بالإنجليزية: Intrathecal administration)‏ هو أحد طرق إعطاء الدواء حيث يحقن الدواء في النفق الفقري أو في حيز تحت العنكبوتية لذا فهو يصل إلى السائل الدماغي الشوكي وهو يستعمل لغرض التخدير النخاعي أو إعطاء العلاج الكيميائي أو علاج الألم.
كما تستعمل هذه الطريقة لإعطاء أدوية تعالج أنواعا معينة من العدوى، خاصة بعد الجراحة العصبية. يجب أن يعطى الدواء بهذه الطريقة لتجاوز الحاجز الدموي الدماغي الذي قد يمنع وصول الدواء. يجب أن يدخل نفس الدواء المعطى فمويا إلى مجرى الدم وقد لا يتمكن من المرور إلى الدماغ. غالباً ما يحضر صيدلاني أو فني العقاقير التي تعطى عبر الطريق داخل القراب لأنها لا تحتوي على أي مواد حافظة أو غيرها من المكونات الخاملة التي يمكن أن تكون ضارة والتي توجد أحيانًا في مستحضرات دوائية قياسية قابلة للحقن.
يُشار عادةً إلى طريقة الإعطاء هذه بـ «داخل القراب» فقط، ولكن هذا الاسم عبارة عن صفة تشير إلى شيء يُدخَل أو يحدث في المسافة التشريحية أو المسافة المحتملة داخل غمد أو غلاف، والأشيع هو الغشاء العنكبوتي للدماغ أو الحبل الشوكي (يطلق عليها المسافة تحت العنكبوتية)، وعلى سبيل المثال، إنتاج الغلوبولينات المناعية داخل القراب، هو إنتاج الأجسام المضادة في الحبل الشوكي. لا يُستَخدم الاختصار "IT" -عند الإشارة للإجراء في الإنجليزية- لمنع الالتباس، وتُستخدَم عوضًا عن ذلك الصفة الكاملة "intrathecal".

## إعطاء الأدوية المُخَدِّرة داخل القُراب
- يُستَخدَم على نحوٍ شائعٍ لجرعة تخديرية واحدة لمدة 24 ساعة (أفيون مع مخدر موضعي).
- الحذر من حدوث نقص تهوية متأخر بسبب حقن الأفيونات داخل القراب.
- قد تحد الحكة شديدة والاحتباس البولي من إعطاء المورفين داخل القراب.
- قد يُستَخدَم أحيانًا البيثيدين كمخدر وحيد يُعطَى تحت القراب، بسبب خواصّه غير الاعتيادية كمخدر موضوعي، وكمهدئ أفيوني.
- قد تُستَخدَم مضخة وقسطرة داخل قرابية لإيصال مخدر موضعي، وكذلك قد تُستَخدَم أحيانًا لإيصال أفيون و/أو كلونيدين.

## العلاج الكيميائي داخل القراب
- في الوقت الحالي، تمتلك أربعة أدوية فقط الترخيص للعلاج الكيميائي داخل القراب، وهم: الميثوتريكسات، والسيتارابين، والهيدروكورتيزون، والثيوتيبا.
- قد يؤدي إعطاء علاجات كيميائية أخرى داخل القراب -كالفينكريستين مثلًا- إلى نتائج مميتة.[3]

## إعطاء الباكلوفين داخل القراب
عادةً ما يُعطَى الباكلوفين –وهو دواءٌ مرخٍ للعضلات- داخل القراب لمرضى الشلل الدماغي التشنجي، حيث يتم ذلك عن طريق استخدام مضخة تسريب داخل قرابية تُزرَع تحت جلد البطن مباشرةً أو خلف جدار الصدر (اعتمادًا على الجرّاح الذي يقوم بزرعها، وعلى الاختيار الذي يُفَضِّله المريض)، مع أنبوب يدعى بـ «القسطرة» يتصل مباشرةً بقاعدة الحبل الشوكي غامرًا إياه بجرعة أصغر بنحو ألف مرة من الجرعة المطلوب أخذها فمويًا من الباكلوفين، فضلًا عن ذلك، لا يحمل إعطاء الباكلوفين داخل القراب التأثيرات الجانبية المشاهدة عند أخذه فمويًا –كالنعاس مثلًا، ومع ذلك، قد تؤدي هذه الطريقة إلى مخاطرٍ سريريةٍ أخرىً غير متواجدةٍ عند أخذ الباكلوفين فمويًا، كالإنتان أو الفشل المفاجئ المميت المحتمل الحدوث.
تُبذَل كمية هائلة من العناية لضمان المكان الأمثل للمضخة والقسطرة، وذلك اعتمادًا على الاعتبارات الطبية، وعلى متطلبات المريض.